# سیارک ۴۵۲۴
سیارک ۴۵۲۴ (به انگلیسی: 4524 Barklajdetolli، نامگذاری:1981RV4) چهار هزار و پانصد و بیست و چهارمین سیارک کشف شده‌است که در ۸ سپتامبر ۱۹۸۱ کشف شد.
قدر مطلق سیارک برابر ۱۳٫۲۰ است.